# 安全關聯
安全關聯（英語：Security association，縮寫為SA），又譯為安全性關聯、安全群組、安全參數組合，為了提供安全的通訊環境，在兩個網路實體之間，所建立起的共享網路安全屬性。一個安全關聯中，在網路連線前，要先交換網路資料參數，包含了加密模式與加密演算法，安全加密金鑰等。網路安全關聯與金鑰管理協定（Internet Security Association and Key Management Protocol，縮寫為ISAKM，或ISAKMP）提供了安全關聯的基礎框架。網際網路金鑰交換（IKE 或 IKEv2）提供了金鑰交換的機制。
一個單一的安全關聯，是一個單工（單方向的管道）與邏輯的連線，它為兩個網路裝置之間，提供以及確認一個安全的資料連線。當兩個實體透過超過一個以上的通道進行通訊時，就達到一個安全關聯的基本要求。